# Madame X (película de 1937)
Madame X es una película dramática estadounidense de 1937, un remake aséptico de varias películas Pre-Code del mismo nombre. Fue dirigida por Sam Wood, con dirección adicional de Gustav Machatý (sin acreditar). La película está basada en la obra teatral de 1908 del dramaturgo francés Alexandre Bisson (1848-1912).

## Trama
Una mujer que engañó a su amante marido es expulsada de su casa por éste. Veinte años después, se encuentra acusada de asesinato por salvar a su hijo, que no sabe quién es, ya que se crio sin ella. Él se encuentra defendiéndola sin conocer sus antecedentes.

## Reparto
- Gladys George como Jacqueline Fleuriot, también conocida como Miss Pran y Madame X
- Warren William como Bernard Fleuriot
- John Beal como Raymond Fleuriot
- Reginald Owen como Maurice Dourel
- William Henry como Hugh Fariman, Jr.
- Henry Daniell como Lerocle
- Phillip Reed como Jean Rochin
- Lynne Carver como Helene
- Emma Dunn como Rose, la ama de llaves de Fleuriot
- Ruth Hussey como Annette
- Luis Alberni como Scipio
- George Zucco como Dr. LaFarge
- Cora Witherspoon como Nora
- Jonathan Hale como Hugh Fariman, Sr.
- Arthur Blake como Ferguson